# Naong Hyegŭn
Naong Hyegŭn (ur. 1320, zm. 15 maja 1376; kor. 나옹혜근) – wyróżniający się koreański mistrz sŏn późnego okresu Koryŏ (고려).

## Życiorys
Urodził się w Yŏnghae, jego nazwiskiem było A.
Gdy miał 20 lat zobaczył zmarłego sąsiada i zaczął pytać ludzi w wiosce "gdzie idzie osoba po śmierci?" Nikt nie potrafił mu odpowiedzieć. Było to jednak dla niego tak ważne, iż udał się do klasztoru na górze Kongdŏk i powiedział, że chce zostać mnichem u mistrza sŏn Yoyŏna.
| Mistrz spytał go: Dlaczego chcesz zostać mnichem? Naong odparł: Pragnę przekroczyć Trzy światy (cierpienia) i wybawić ludzkość. Proszę naucz mnie jak to zrobić. Yoyon znów zapytał: Co za rodzaj Rzeczy tu przyszedł? Naong odparł: Tylko taka tu przyszła, która mówi i słyszy. Nie umiem praktykować ascezy, proszę naucz mnie tajemnego sposobu jej praktykowania. Yoyon rzekł: Ja również go nie znam. Idź do innego mistrza i go spytaj! |

Po tej rozmowie Naong udał się w pielgrzymkę do każdego znanego klasztoru, wytrwale i z samozaparciem praktykując do 1344 r. W tym roku w klasztorze Hoeam w Yangju na górze Ch'ŏnbo osiągnął oświecenie.
W 1347 r. Naong udał się do Chin, gdzie spotkał indyjskiego mistrza chan Zhikonga (Dhyānabhadra) (zm. 1363) z klasztoru Fayuan. Mistrz Zhikong właśnie przybył z Indii. Naong był jego uczniem przez 2 lata i otrzymał od niego przekaz Dharmy. Później udał się do klasztoru Quinhui, w którym przebywał mistrz chan Pingshan Chulin, 19 spadkobierca jednej z linii przekazu linji.
Gdy Naong wszedł do jego pokoju, mistrz akurat siedział w medytacji. Naong zrobił kilka kroków w kierunku wschodnim, a następnie – w kierunku zachodnim przed siedzącym.
| Mistrz spytał go: Skąd przychodzisz? Naong odparł: Przychodzę z klasztoru Fayuan. Mistrz zapytał: Kogo przedtem widziałeś? Naong odpowiedział: Spotkałem mistrza Zhikonga, który przybył z Indii. Pingshan spytał: Co robił Zhikong? Naong odrzekł: Używał każdego dnia Tysiąca Mieczy. Mistrz: Pomijając Tysiąc Mieczy Zhikonga, przynieś mi swój jeden miecz. Naong uderzył mistrza poduszką medytacyjną. Mistrz Pingshan krzyknął: Ten złodziej mnie zabije! i stoczył się ze swej poduszki. Naong podniósł go i powiedział: Mój miecz może zabić człowieka, ale może także powrócić go do życia. Po tych słowach mistrz wybuchnął śmiechem i zaprosił go do swojego pokoju. |

Po kilku miesiącach mistrz Pingshan przekazał Naongowi Dharmę. Oprócz tego otrzymał on także w maju 1351 r. potwierdzenie do mistrza Jigonga razem z szatą, kijem i listem pisanym w sanskrycie.
W 1355 r. na życzenie cesarza Shundiego przebywał w klasztorze Guangji jako misjonarz. Otrzymał wtedy od księcia brokatową szatę i kij wykonany z kości słoniowej.
W 1358 r. Naong powrócił do Korei i wprowadził – niezależnie od mistrza sŏn T'aego Poŭ oraz Paeguna Kyŏnghana – konganowy chan szkoły linji. Chociaż sam Chinul używał już wcześniej metod mistrza chan Dahui Zonggao, to jednak ograniczało się to tylko do praktyki w klasztorze Songgwang i po śmierci Chinula nie były już one stosowane. Dlatego też obu koreańskich mistrzów T'aega i Naonga uważa się za założycieli koreańskiego odpowiednika chińskiej szkoły linji – imje.
W Koryŏ mistrz przebywał w wielu klasztorach i świątyniach, m.in. w Sangdu am (pustelni) na górze Odae i w klasztorze Ch'ŏnch'uk. W 1361 r. na życzenie króla Kongmina rozpoczął działania propagujące buddyzm i przebywał w takich klasztorach jak Singwang, Ch'ŏngpyŏng i Hoeam. Przewodniczył także jednemu ze Zgromadzeń Dharmy dla dyskusji o medytacji. Pod jego kierunkiem przywrócono także egzaminy dla mnichów sŏn, co pomogło w rewitalizacji buddyzmu i ożywiło ducha sanghi.
W 1371 r. został wyniesiony do godności królewskiego mnicha i służył jako opat klasztoru Susŏn (później Songgwang-sa). Następnie został opatem Hoeam sa i przyczynił się do jego odnowienia.
W 1376 r. podczas przenosin (na życzenie króla) do klasztoru Youngwŏn w Milsŏng (obecnie Miryang) (밀양), mistrz zmarł w klasztorze Sillŭk w Yŏju 15 maja.
Wśród ponad 2000 jego uczniów byli tak wybitni później mistrzowie sŏn jak Hwanam Honsu (1320–1392) i Muhak Chach'o (1327–1425).

## Dzieła
- Mowy mistrza Naonga
- Ody mnicha Naonga

Mowy mistrza Naonga – to zbiór 61 mów mistrza, komentarzy konganów i instrukcji praktyki sŏn. Zostały one zebrane przez ucznia mistrza Kangyŏna i wydane w 1363 r. przez Hwanama Honsu.

## Nauki
Ideę swojego nauczania mistrz wyraził określeniem ilsim sambo (jeden umysł, trzy skarby). Trzema skarbami w buddyzmie są: Budda (nauczyciel), Dharma (jego nauki) i sangha (wspólnota michów lub też, w szerszym znaczeniu, ogół wierzących). Mistrz Naong, chociaż był mistrzem sŏn, kładł mocny nacisk na wiarę i oddanie tym trzem skarbom i uczynił z nich centrum praktyki. Według niego te trzy skarby nie są czymś zewnętrznym; są one w umysłach odczuwających istot.
Uważał, że każda istota musi mieć czystą wiarę w swoje własne istnienie i że oświecenie dojrzeje tylko w oparciu o to zaufanie, kiedy ktoś nie stanie się przywiązany do czegoś innego. Ponieważ każdy posiada zdolność zostania buddą, Naong pragnął oświecić cały świat. Skupił się na fakcie, że ludzie powinni przeznaczyć wszystkie swoje wysiłki dla stania się świadomymi, że mogą tę zdolność zachowywać. Z tego ducha wywodziło się jego upominanie społeczeństwa.
Swomi naukami starał się ukazać wszystkim, że to nie władza, moc i profity płynące z ziemskiego świata, nie światowa sława powinny być istotą ludzkich wysiłków, ale obecne życie i kultywacja umysłu.
W swoim nauczaniu używał prostego, popularnego języka aby naprawdę trafić do wszystkich ludzi.
Jego nieustanne wysiłki ku oświeceniu całego społeczeństwa zaowocowały olbrzmimi szacunkiem, który wyrażano jeszcze nawet w okresie Chosŏn. Uważano go także za reinkarnację samego Siakjamuniego.
W praktyce nie dzielił ludzi na kobiety i mężczyzn; prowadził do oświecenia każdego. W tym celu sporządził zestaw "10 kroków w praktyce", który był sprawdzianem praktyki. Chociaż jako mistrz sŏn podkreślał praktykę kanhwa (chiń. kanhua), wprowadził także recytowanie imienia Buddy. Był otwarty na różne rodzaje praktyk i nie trzymał się kurczowo tylko tradycji jego szkoły.

## Linia przekazu Dharmy zen
Pierwsza liczba oznacza liczbę pokoleń mistrzów od 1 Patriarchy indyjskiego Mahakaśjapy.
Druga liczba oznacza liczbę pokoleń od 28/1 Bodhidharmy, 28 Patriarchy Indii i 1 Patriarchy Chin.
Trzecia liczba oznacza liczbę pokoleń od 38/11/1 Linji Yixuana
Czwarta liczba oznacza początek linii przekazu w innym kraju
- 55/29/19 Qinghui Pingshan (bd)
  - 56/30/20/1 Naong Hyegŭn (1320–1376) Korea
    - 57/31/21/2 Yongnoam (bd)
    - 57/31/21/2 Muhak Chach'o (1317–1405)
      - 58/32/22/3 Hamhŏ Tŭkt'ong (1376–1433)